# Ola Billger
Ola Billger, född 1972, är en svensk journalist och kommunikatör. 
Billger var mellan 2006 och 2012 Svenska Dagbladets sportchef och krönikör. Billger var också ständig sekreterare i Guldmedaljnämnden som utser vinnaren av Bragdguldet. 2012 blev han redaktionschef för SvD men lämnade tidningen 2014 då han tillträdde som kommunikationschef på Konkurrensverket.
Ola Billger var mellan åren 2016 till år 2020 kommunikationschef på Socialstyrelsen.
Sedan februari 2020 är han kommunikationschef på Försvarets Radioanstalt.